# Warren Robinett
Warren Robinett, född 25 december 1951, grundare av The Learning Company och känd som upphovsman till det första datorpåskägget, som han, genom att låta ett svåråtkomligt hemligt rum i spelet visa hans namn, introducerade i TV-spelet Adventure (1979), i protest emot att datorspelsutvecklare vid den här tiden inte fick något erkännande för sina alster. Andra källor menar dock att Robinett inte var den första att i hemlighet inkludera sitt namn i ett TV-spel.